# Die Gemeinden Bayerns nach dem Gebietsstand 25. Mai 1987
Die Gemeinden Bayerns nach dem Gebietsstand 25. Mai 1987 wurde vom Bayerischen Statistischen Landesamt 1991 herausgegeben. Der vollständige Titel lautet: „Die Gemeinden Bayerns nach dem Gebietsstand 25. Mai 1987. Die Einwohnerzahlen der Gemeinden Bayerns und die Änderungen im Besitzstand und Gebiet von 1840 bis 1987.“
Die Einwohnerzahlen werden für die Jahre 1840, 1871, 1900, 1925, 1939, 1950, 1961, 1970 und 1987 wiedergegeben. Sie beruhen auf Volkszählungsergebnisse und wurden wo nötig dem aktuellen Gemeindegebietsstand entsprechend berechnet. Sämtliche Aus- und Eingliederungen werden mit Angabe der Jahreszahl erwähnt. Die Umgliederung einzelner Anwesen ist davon ausgenommen. Darüber hinaus gibt es für jede Gemeinde Angaben zur Gebietsfläche, Gemeindeschlüsselnummer und Gemeindetyp (Gemeinde, Stadt, Markt, Große Kreisstadt). Über das „Alphabetische Verzeichnis für nicht mehr bestehende Gemeinden“ (S. 147 ff.) kann deren weiterer Verbleib erschlossen werden. Im Einleitungsteil findet sich eine Liste sämtlicher Änderungen der Gemeindenamen mit Jahreszahl (S. 22 ff.), außerdem Gebietsstandsänderungen auf Landes-, Bezirk- und Landkreisebene (S. 12 ff).
Die Systematik dieses Werkes ist identisch mit den Amtlichen Orts- und Gemeindeverzeichnissen für Bayern.

## Ausgabe
- Bayerisches Landesamt für Statistik (Hrsg.): Die Gemeinden Bayerns nach dem Gebietsstand 25. Mai 1987. Die Einwohnerzahlen der Gemeinden Bayerns und die Änderungen im Besitzstand und Gebiet von 1840 bis 1987. Heft 451 der Beiträge zur Statistik Bayerns. München 1991, DNB 920240593 (Digitalisat und Digitalisat in der Statistischen Bibliothek).